# 圣佩德卡斯泰特 (吉伦特省)
圣佩德卡斯泰特（法語：Saint-Pey-de-Castets）是法国吉伦特省的一个市镇，属于利布尔恩区（Libourne）皮若尔县（Pujols）。该市镇总面积11.07平方公里，2009年时的人口为624人。

## 人口
圣佩德卡斯泰特人口变化图示